# ألفرد فوستر
ألفرد فوستر (بالإنجليزية: Alfred Foster)‏ هو قاضي أسترالي، ولد في 28 يوليو 1886، وتوفي في 26 نوفمبر 1962.